# TAKURO TOUR 1979
『TAKURO TOUR 1979』（タクロウ・ツアー・1979）は、1979年10月5日にリリースした吉田拓郎のライブ・アルバムである。
1979年に行われた日本武道館、篠島、静岡市民文化会館でのライブを収録している。

## リリース
1979年10月5日にフォーライフから、LP2枚+EP1枚の形態でリリースされ、初回特典はピクチャーレーベル仕様に、ポスターが同梱されていた。 
1990年3月21日に『TAKURO TOUR 1979 Vol.2 落陽』とセットにし『COMPLETE TAKURO TOUR 1979』というタイトルでCD化された。しかし収録されている「ペニーレインでバーボン」に「つんぼ桟敷」という差別用語とも受け取れる言葉が含まれていることから、生産が中止された。2009年11月25日に、SHM-CDで再発売された際は「ペニーレインでバーボン」の収録を見送られたが、2022年12月21日に「ペニーレインでバーボン」を収録し、『COMPLETE TAKURO TOUR 1979 完全復刻盤』として復刻することが発表された。

## 収録曲
| #         | タイトル           | 作詞       | 作曲      | 時間  |
| --------- | ------------------ | ---------- | --------- | ----- |
| 1.        | 「知識」           | 吉田拓郎   | 吉田拓郎  | 5:51  |
| 2.        | 「大いなる」       | 吉田拓郎   | 吉田拓郎  | 2:52  |
| 3.        | 「流星」           | 吉田拓郎   | 吉田拓郎  | 4:21  |
| 4.        | 「もうすぐ帰るよ」 | 岡本おさみ | 吉田拓郎  | 5:50  |
| 5.        | 「虹の魚」         | 松本隆     | 吉田拓郎  | 3:52  |
| 6.        | 「されど私の人生」 | 斉藤哲夫   | 斉藤哲夫  | 5:15  |
| 合計時間: | 合計時間:          | 合計時間:  | 合計時間: | 28:01 |

| #         | タイトル                   | 作詞       | 作曲      | 時間  |
| --------- | -------------------------- | ---------- | --------- | ----- |
| 1.        | 「ひらひら」               | 岡本おさみ | 吉田拓郎  | 4:13  |
| 2.        | 「ペニーレインでバーボン」 | 吉田拓郎   | 吉田拓郎  | 6:09  |
| 3.        | 「舞姫」                   | 松本隆     | 吉田拓郎  | 5:56  |
| 4.        | 「こうき心」               | 吉田拓郎   | 吉田拓郎  | 3:07  |
| 5.        | 「まにあうかもしれない」   | 岡本おさみ | 吉田拓郎  | 2:53  |
| 6.        | 「人生を語らず」           | 吉田拓郎   | 吉田拓郎  | 4:52  |
| 合計時間: | 合計時間:                  | 合計時間:  | 合計時間: | 27:10 |

| 全作曲: 吉田拓郎。 |                    |            |            |      |
| #                  | タイトル           | 作詞       | 作曲・編曲 | 時間 |
| 1.                 | 「イメージの詩」   | 吉田拓郎   | 吉田拓郎   | 8:36 |
| 2.                 | 「結婚しようよ」   | 吉田拓郎   | 吉田拓郎   | 3:25 |
| 3.                 | 「準ちゃん」       | 吉田拓郎   | 吉田拓郎   | 0:54 |
| 4.                 | 「かくれましょう」 | 岡本おさみ | 吉田拓郎   | 1:27 |
| 5.                 | 「祭りのあと」     | 岡本おさみ | 吉田拓郎   | 6:10 |
| 6.                 | 「外は白い雪の夜」 | 松本隆     | 吉田拓郎   | 7:01 |
| 合計時間:          | 合計時間:          | 合計時間:  | 27:33      |      |

| 全作曲: 吉田拓郎。 |                            |            |            |      |
| #                  | タイトル                   | 作詞       | 作曲・編曲 | 時間 |
| 7.                 | 「今日までそして明日から」 | 吉田拓郎   | 吉田拓郎   | 3:41 |
| 8.                 | 「伽草子」                 | 白石ありす | 吉田拓郎   | 4:05 |
| 9.                 | 「僕の唄はサヨナラだけ」   | 吉田拓郎   | 吉田拓郎   | 6:31 |
| 10.                | 「冷たい雨が降っている」   | 松本隆     | 吉田拓郎   | 4:46 |
| 11.                | 「英雄」                   | 松本隆     | 吉田拓郎   | 4:35 |
| 12.                | 「落陽」                   | 岡本おさみ | 吉田拓郎   | 3:41 |
| 合計時間:          | 合計時間:                  | 合計時間:  | 27:19      |      |

| 全作詞・作曲: 吉田拓郎。 |                |          |            |       |
| #                        | タイトル       | 作詞     | 作曲・編曲 | 時間  |
| 1.                       | 「人間なんて」 | 吉田拓郎 | 吉田拓郎   | 20:05 |
| 合計時間:                | 合計時間:      | 20:05    |            |       |

## 参加ミュージシャン
| - Organ, Solina, Synthesizer:松任谷正隆 - E.Guitar:鈴木茂 - Sax:ジェイク・コンセプション - E.Guitar:青山徹 - Drums:島村英二 - Piano, E.Piano:エルトン永田 - Bass:石山恵三 - A.Guitar, Percussion, Vocal:常富喜雄 | 瀬尾グループ in 篠島 - Conduct & Arrangement:瀬尾一三 - Organ, Solina, Synthesizer, Accordion:松任谷正隆 - Bass:武部秀明 - Drums:渡嘉敷祐一 - Piano:山田秀俊 - E.Guitar, A.Guitar:青山徹, 笛吹利明 - Percussion:納見義徳 - Trumpet:羽鳥幸治, 岸義和, 隅山時一 - Trombone:新井英治 - B.Sax:砂原俊三 - Sax.Flute:ジェイク・コンセプション - Strings:トマト ストリングス - Chorus:M.Y.M, バズ |